# Love and Bullets (film, 1914)
Love and Bullets (en français : De l'amour et des balles) est un court métrage américain muet en noir et blanc de 1914 réalisé par Fatty Arbuckle.

## Fiche technique
- Réalisateur : Roscoe 'Fatty' Arbuckle
- Producteur : Mack Sennett
- Production : Keystone
- Format: noir et blanc, muet
- Genre : comédie
- Durée : 35 minutes
- Date de sortie : cinéma : 4 juillet 1914 (États-Unis)

## Distribution
- Roscoe 'Fatty' Arbuckle : acteur (non crédité)
- Charles Murray : Charlie
- Minta Durfee : Minnie, l'amante de Charlie
- Edgar Kennedy : le Réparateur de problèmes
- Wallace MacDonald : secrétaire du Réparateur de problèmes
- Alice Davenport : mère de Minta
- Charles Avery
- Charles Bennett : réalisateur (non crédité)
- Billy Gilbert : messager (non crédité)
- William Hauber :	policier (non crédité)
- Fred Hibbard : l'homme de main(non crédité)
- Slim Summerville : l'homme de main (non crédité)